# Codificación disyuntiva completa
La codificación disyuntiva completa es utilizada en análisis de datos. Permite transformar variables cualitativas en variables de tipo cuantitativo entre las cuales está permitido calcular correlaciones.
Ejemplo :
|          | Temperatura (°) | Vanadium (gramos) | Abastecedor n ° | Rigidez |
| -------- | --------------- | ----------------- | --------------- | ------- |
| Prueba 1 | 103             | 21                | 1               | 19      |
| Prueba 2 | 115             | 28                | 2               | 25      |
| Prueba 3 | 99              | 28                | 3               | 21      |
| Prueba 4 | 102             | 23                | 1               | 22      |
| Prueba 4 | 97              | 25                | 3               | 24      |
La columna Abastecedor no puede ser dejado tal cual. Los números que contiene no son unas medidas en una unidad dada, sino números arbitrarios. No tenemos el derecho a calcular el coeficiente de correlación entre la columna abastecedor y otra columna. Debemos primero ventilar esta variable "cualitativa" en tres variables indicadoras de tipo presencia-ausencia, como más abajo (codificación " disyuntivo completo ")
|          | Temperatura (°) | Vanadium (gramos) | A1 | A2 | A3 | Rigidez |
| -------- | --------------- | ----------------- | -- | -- | -- | ------- |
| Prueba 1 | 103             | 21                | 1  | 0  | 0  | 19      |
| Prueba 2 | 115             | 28                | 0  | 1  | 0  | 25      |
| Prueba 3 | 99              | 28                | 0  | 0  | 1  | 21      |
| Prueba 4 | 102             | 23                | 1  | 0  | 0  | 22      |
| Prueba 4 | 97              | 25                | 0  | 0  | 1  | 24      |
Ahora está permitido calcular las correlaciones dos a dos entre las columnas de la tabla.